# NGC 5147
NGC 5147 este o galaxie spirală situată în constelația Fecioara. A fost descoperită în 24 ianuarie 1784 de către William Herschel. Se află la o distanță de 18 megaparseci de Pământ.